# Tre cuori
Tre cuori (Trois cœurs) è un film del 2014 diretto da Benoît Jacquot, sceneggiato da Benoît Jacquot e Julien Boivent.
Catherine Deneuve, in questo film, lavora con sua figlia Chiara Mastroianni.

## Trama
Marc perde il treno per fare ritorno a Parigi. L'inconveniente gli fa però incontrare Sylvie: nella notte, passeggiano in una cittadina di provincia, parlando sino all'alba. La sintonia nata tra loro li spinge a darsi appuntamento a Parigi, ai giardini delle Tuileries. Alla data fissata, però, Marc non riesce a raggiungere Sylvie a causa di un infarto. In seguito la cerca, senza  riuscire a trovarla.
Nella stessa cittadina incontra Sophie, di cui si innamora e si sposano. Marc scopre però che Sophie è la sorella di Sylvie, con la quale scoppia di nuovo la passione.
Sylvie chiede a Marc di non rivedersi più per non ferire la sorella e decide di partire. Marc cerca di mettersi in contatto con Sylvie ma, sotto stress anche per il lavoro, subisce un nuovo attacco cardiaco. Riesce a rispondere alla telefonata di Sylvie, che gli comunica la sua partenza, ma poi muore. Le due sorelle restano nel dolore per la perdita dell'uomo amato.

## Melodramma e noir
Gli elementi sono quelli del melodramma più classico e del cinema americano noir. Lo stesso Benoît Jacquot, regista del film, chiarisce l'esatta interpretazione in due contesti diversi:
«Si usa spesso la parola “melodramma” con un senso peggiorativo, ma è facile rendersi conto che dalle origini del cinema, molti grandi film sono dei melodrammi. La gente vuole piangere. I registi vogliono che il pubblico pianga sugli ostacoli, gli incidenti, le separazioni che fanno andare fuori fase l'armonia. Inconsapevolmente, la gente vuole versare lacrime di gratitudine... Sono grati che chi è sullo schermo provi quello che loro non vorrebbero mai provare. Si sentono al sicuro. Ed è per questo che nel film tutto deve apparire familiare. Il pathos, le abitudini, i volti devono stare alla giusta distanza. Dopotutto, il melodramma è contemporaneo e senza tempo.» 
E ancora: «Buona parte delle situazioni amorose descritte al cinema sono realizzate con i toni della commedia sentimentale, a me interessava mostrare la situazione opposta, l'angoscia che il sentimento amoroso può provocare [...] Ma se ho usato la materia affettiva come punto di partenza, lo sviluppo e la costruzione del film hanno dei chiari riferimenti al cinema noir e al melodramma, soprattutto quello hollywoodiano tra il '40 e il '50. » 

## Produzione
Prodotto da Edouard e Alice Girard per Rectangle Productions e co-prodotto da Pandora Film, Scope Pictures and Arte France Cinéma.
Il film, acquistato da Canal+ e Ciné+, è stato distribuito in Francia da Wild Bunch.
Le riprese sono iniziate il 16 settembre 2013 nell'Île-de-France, regione settentrionale della Francia, e sono proseguite a Valence (Drôme) e nell'Ardèche. Sono state ultimate in quarantacinque giorni.

## Distribuzione
- 28 agosto 2014 in Italia alla 71ª mostra di Venezia (Tre cuori)
- 17 settembre 2014 in Francia (Trois cœurs)
- 17 settembre 2014 in Belgio (Trois cœurs)
- 27 novembre 2014 in Italia (Tre cuori)